# Sportpark Heuchelhof
Der Sportpark Heuchelhof wurde Anfang der 1980er Jahre im Zuge der Errichtung des Schulzentrums im gleichnamigen Stadtteil Heuchelhof im Würzburger Süden errichtet. Seit 2020 ist der Sportpark Spielstätte für den FC Würzburger Kickers Mädchen- & Frauenfußball in der 2. Frauen-Bundesliga.

## Geschichte
Anfang der 1970er Jahre wurde im Würzburger Süden mit der Neuerrichtung des Stadtteils Heuchelhof begonnen. Der vor allem aufgrund seiner Hochhausbauten stark anwachsende Stadtteil benötigte für die dort lebenden Familien bald ein Schulzentrum, das um den angrenzenden Sportpark für den Schulsport Mitte der 1980er Jahre ergänzt wurde. In seiner Grundform wurde der Sportpark 1986 fertiggestellt und im Verlauf der Zeit mehrfach um Sportstätten ergänzt und umgebaut.

## Sportstätten
Zum Sportpark Heuchelhof gehören neben einer Dreifachsporthalle ein Naturrasenspielfeld, ein Kunstrasenspielfeld mit Flutlichtanlage, ein Allwetter-Platz, ein Street-Basketball-Platz sowie eine Beachvolleyball-Anlage. Ergänzt wird das Hauptspielfeld an seiner Westseite um eine 100-Meter-Bahn und auf der Ostseite um eine 2020 errichtete Stehtribüne für ca. 500 Zuschauer.
Insgesamt wird die Zuschauerkapazität mit 2.000 Personen angegeben.

## Eigentümer
Eigentümer des Sportpark Heuchelhof ist die Stadt Würzburg, vertreten durch die Fachbereiche Sport und Schule. Das Kunstrasenspielfeld hingegen befindet sich im Besitz des SC Würzburg Heuchelhof.

## Nutzung
Die Sportstätten des Sportpark Heuchelhof werden für den Schulsport der angrenzenden Mittelschule Heuchelhof, der Grundschule Heuchelhof sowie der Leonhard-Frank-Grundschule Heuchelhof genutzt. Ferner wird die Dreifach-Sporthalle durch verschiedene Würzburger Vereine, hier hauptsächlich durch den SC Würzburg Heuchelhof genutzt. Die Fußballplätze werden durch den SC Würzburg Heuchelhof sowie durch den FC Würzburger Kickers Mädchen- & Frauenfußball für Spiele der 2. Frauen-Bundesliga genutzt.

## Besonderheiten
Das Crowdfunding-Projekt zur Finanzierung des neuen Kunstrasenplatzes mit Naturkork-Befüllung sowie die Installation einer energiesparenden LED-Flutlichtanlage erfolgte unter der Patenschaft der Sky-Moderatorin Nele Schenker.